# Madhuca clavata
Madhuca clavata là một loài thực vật có hoa trong họ Hồng xiêm. Loài này được Jayas. mô tả khoa học đầu tiên năm 1979.